# محمدمهدی یعقوبی
محمدمهدی یعقوبی (زادهٔ ۱۲ فروردین ۱۳۰۹ – درگذشتهٔ ۳ مهر ۱۴۰۰) کشتی‌گیر رشته کشتی آزاد اهل ایران و برندهٔ مدال نقرهٔ المپیک ۱۹۵۶ ملبورن و مدال برنز قهرمانی کشتی جهان ۱۹۵۱ در هلسینکی فنلاند بود.

## عناوین

### بین‌المللی
یعقوبی در المپیک ۱۹۵۲ هلسینکی حضور داشت و با دو برد برابر کشتی‌گیران مصر و ایالات متحده آمریکا و یک باخت ضربه فنی از رشید محمدبکف کشتی‌گیر شوروی حذف شد.
در قهرمانی جهان ۱۹۵۴ که در توکیو برگزار شد به مقام پنجم رسید.
او در المپیک ۱۹۶۰ رم با دو پیروزی برابر کشتی‌گیران سان مارینو و کره جنوبی، یک مساوی مقابل رقیب ترک و شکست از تاداشی آسایی ژاپنی به مقام هفتم رسید.

### داخلی
حاصل کار، محمدمهدی یعقوبی در مسابقات کشتی آزاد قهرمانی کشور، کسب ۴ مدال طلا و ۳ مدال نقره است.

## خاطرات
محمد مهدی یعقوبی در کتاب خاطرات خود بیان می‌کند: تغییر وزن از ۵۷ کیلوگرم به ۶۲ کیلوگرم در سال‌های ۱۹۵۸ و ۱۹۵۹
به علت رفاقت با توجه به همشهری بودن و سابقه دوستی قدیمی که وی با شعبان بابااولادی داشت در مسابقات  جام جهانی صوفیه در وزن سوم (۶۲ کیلوگرم) شرکت کرد که به توفیقی دست پیدا نکرد. اما شعبان بابا اولادی در وزن دوم به عنوان چهارم دست یافت.

## درگذشت
محمدمهدی یعقوبی، ۳ مهر ۱۴۰۰ به علت بیماری قلبی در بیمارستان درگذشت. پیکر محمدمهدی یعقوبی، ۵ مهر ۱۴۰۰ در آرامستان بهشت فاطمه قزوین به خاک سپرده شد.